# Éléphant de Louis IX
L‘éléphant de Louis IX est un éléphant donné en cadeau diplomatique par Saint Louis à Henri III d'Angleterre en 1255. Il est considéré comme le premier éléphant à avoir vécu à Londres.

## Histoire
Louis IX rapporta en France un éléphant à son retour de la septième croisade en 1255, provoqué par la mort de la régente, sa mère Blanche de Castille. Cette même année, il envoya l'animal en Angleterre, accompagné par Henricus de Flore, son magister bestiæ, en cadeau diplomatique à Henri III. L'éléphant mourut le 14 février 1257.

## Signification
Cet éléphant n'est pas le premier à avoir vécu en Europe : on connaît Abul-Abbas, l'éléphant blanc donné à Charlemagne par le calife Hâroun ar-Rachîd en 797, et l'éléphant de Crémone que le sultan Al-Kâmil d'Égypte avait donné à l'empereur Frédéric II. Au XVIe siècle, ces animaux, en particulier les éléphants d'Asie, plus dociles que ceux d'Afrique, devinrent des cadeaux diplomatiques appréciés entre souverains européens ; ainsi, Hanno et Soliman. On ne connaît pas les intentions politiques précises ayant poussé Louis IX à faire ce présent.

## Sources

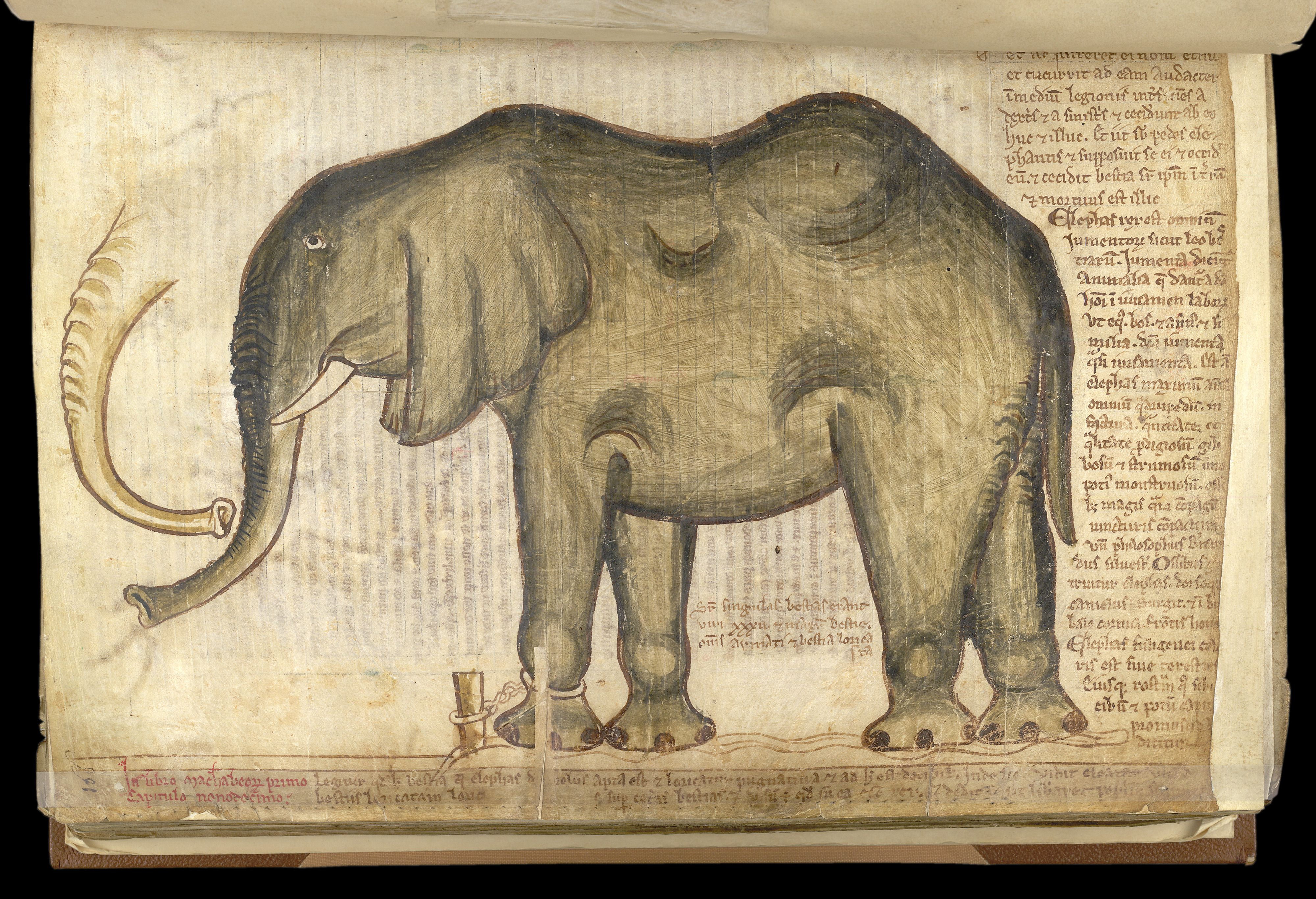
L'éléphant représenté par Matthieu Paris dans le Liber additamentorum

Matthieu Paris relève dans sa Chronica Majora l'arrivée de l'animal en Angleterre,:
« About this time, an elephant was sent to England by the French king as a present to the king of the English. We believe that this was the only elephant ever seen in England, or even in the countries this side of the Alps; thus people flocked together to see the novel sight. » (« À cette période, un éléphant fut envoyé en Angleterre par le Roi de France comme cadeau pour le Roi des Anglais. Nous pensions tous qu'il s'agissait du seul éléphant jamais vu en Angleterre, et dans n'importe quel pays de ce côté-ci des Alpes. Une foule s'est donc formée pour admirer la nouveauté. »)
Toujours selon Paris, l'animal était âgé de 10 ans, mesurait 3 mètres de haut, était de couleur noir-gris, vivait dans une maison dans la tour de Londres, et son guardien se prénommait Henry de Flor.
L'un des deux dessins que Paris réalise de l'éléphant, le représentant avec de grandes oreilles battantes caractéristiques, permet de conclure qu'il s'agit d'un éléphant d'Afrique,.
Une source de 1844 cite l'ordre du roi écrit en latin pour le shérif de Londres.